# Bestov
Albums de Les Rita Mitsouko
Cool Frénésie
(2000) La Femme trombone
(2002)
Bestov est une compilation des Rita Mitsouko, sorti le 5 novembre 2001 sur Virgin Records. Une édition limitée comprenait un DVD avec des clips vidéos.

## Liste des titres
| No  | Titre                               | Durée |
| --- | ----------------------------------- | ----- |
| 1.  | Nuit d'ivresse                      | 3:39  |
| 2.  | Don't Forget the Nite               | 2:42  |
| 3.  | Le Petit Train                      | 5:47  |
| 4.  | Hip Kit                             | 4:57  |
| 5.  | Marcia Baïla                        | 5:34  |
| 6.  | Cool Frénésie                       | 3:52  |
| 7.  | Andy                                | 5:24  |
| 8.  | Femme de moyen âge                  | 4:47  |
| 9.  | La Sorcière et l'Inquisiteur        | 4:36  |
| 10. | Mandolino City                      | 2:14  |
| 11. | Singing in the shower (avec Sparks) | 4:23  |
| 12. | Les Amants                          | 5:17  |
| 13. | Les Histoires d'A.                  | 4:01  |
| 14. | Y'a d'la haine                      | 4:38  |
| 15. | Alors c'est quoi ?                  | 3:42  |
| 16. | C'est comme ça                      | 4:54  |
| 17. | Clown de mes malheurs               | 3:13  |

## Liste des titres du DVD
| No  | Titre                         | Durée |
| --- | ----------------------------- | ----- |
| 1.  | Marcia baila                  |       |
| 2.  | Andy                          |       |
| 3.  | Les Histoires d'A             |       |
| 4.  | C'est comme ça                |       |
| 5.  | Singing in the Shower         |       |
| 6.  | Le Petit Train                |       |
| 7.  | Hip Kit (William Orbit Remix) |       |
| 8.  | Les Amants                    |       |
| 9.  | Y'a d'la haine                |       |
| 10. | Cool Frénésie                 |       |
| 11. | Alors c'est quoi              |       |